# 아스팔트 7: 히트
《아스팔트 7: 히트》(영어: Asphalt 7: Heat)은 게임로프트의 레이싱 비디오 게임으로《아스팔트》시리즈 중 하나이다. 요즘 나오는 아스팔트 8: 에어본이나 아스팔트 9: 레전드에 비해 그래픽도 나쁘지 않고 현질유도가 8이나 9에 비해 매우 낮고 7만의 매력이 있다하여 아스팔트 시리즈 중 명작으로 손꼽힌다.